# Bački Petrovac
Bački Petrovac (eslovaco: Báčsky Petrovec; serbocroata cirílico: Бачки Петровац) es un municipio y villa de Serbia perteneciente al distrito de Bačka del Sur de la provincia autónoma de Voivodina.
En 2011 su población era de 13 302 habitantes, de los cuales 6063 vivían en la villa y el resto en las 3 pedanías del municipio. La mayoría de los habitantes del municipio son eslovacos (9751 habitantes), con una destacable minoría de serbios (3779 habitantes).
Se ubica sobre la carretera 111, unos 10 km al noroeste de Novi Sad.

## Historia
Se conoce la existencia del pueblo desde el siglo XIII, en documentos del reino de Hungría, y en su origen era una pequeña aldea habitada por magiares y serbios. La aldea, que siguió habitada en tiempos del Imperio otomano, adquirió importancia en la época del Imperio Habsburgo, al ser uno de los pocos asentamientos de la zona que no fue destruido en la guerra de independencia de Rákóczi. La actual villa se desarrolló con la llegada de colonos eslovacos a partir de 1747.

## Pedanías
- Gložan (eslovaco: Hložany)
- Kulpin (eslovaco: Kulpín)
- Maglić